# 守屋文雄
守屋 文雄（もりや ふみお、1976年 - ）は、日本の俳優、脚本家、映画監督。宮城県出身。

## 略歴
2001年、日本大学藝術学部映画学科卒業。
大学入学当初は演技コースで演技を学んでいたが、監督コースに転入し、卒業制作「ヒモのひろし」を制作。
2005年、「ヒモのひろし」が第2回ピンク映画シナリオ募集に入選。翌年、田尻裕司監督により映画化。
「青梅街道精進旅行」や「キツツキと雨」でタッグを組んだ映画監督の沖田修一とは大学の同期である。映画学科の同期には他に、映画監督、映像ディレクターの筧昌也がいる。

## 主な作品

### 監督
- 311仙台短篇映画祭制作プロジェクト『明日』（2012年3月31日公開）
- ひとみちゃん（2016年10月22日公開）
- まんが島（2017年3月25日公開）

### 脚本作品
- 「ヒモのひろし(＝セックスマシーン・卑猥な季節＝ビデオタイトル「卑猥」)」（2005年）
- 「おじさん天国(＝絶倫絶女)」 （2006年）
- 「青梅街道精進旅行」（2008年）
- 「UNDERWATER LOVE -おんなの河童-」(いまおかしんじ（と共同脚本（2010年）
- 「キツツキと雨」（沖田修一と共同脚本2012年）
- 「ディアスポリス 異邦警察」（3、4、5、6、7、8話 共同脚本2016年）
- 「ディアスポリス DIRTY YELLOW BOYS」（熊切和嘉と共同脚本2016年）
- 「夫がツチノコに殺されました。」（2017年7月9日、OP PICTURES）[2]

### 出演作品
- イサク(＝獣の交わり　天使とやる) (2008年、いまおかしんじ監督)
- シャーリーの転落人生 (2009年)
- スリップ(＝熟女　淫らに乱れて) (2009年)
- 南極料理人（2009年8月8日公開、沖田修一監督）
- CJシンプソンはきっとうまくやる (2010年)
- UNDERWATER LOVE -おんなの河童-　(2011年10月8日いまおかしんじ監督) 　-　死神役
- NINIFUNI (2011年)
- 悦子のエロいい話~あるいは愛でいっぱいの海(2011年)
- 星の長い一日（2013年2月2日公開、いまおかしんじ監督）
- 1BR らぶほてる（2013年12月7日公開、大西裕監督）
- 川下さんは何度もやってくる（2014年5月24日公開、いまおかしんじ監督）
- モヒカン故郷に帰る（2016年4月9日公開、沖田修一監督）
- あなたを待っています（2016年9月24日公開、いまおかしんじ監督
- 感じるつちんこ　ヤリ放題!（2017年1月27日公開、いまおかしんじ監督）
- 方舟の女たち（2017年7月8日、OP PICTURES） - サソリ 役[3]
- 性の劇薬（2020年2月14日、城定秀夫監督）
- 花と沼（2020年）[4]
- 欲しがり奈々ちゃん ～ひとくち、ちょうだい～（2021年） - 松山店長 役[5]
- 愛なのに（2022年2月25日、城定秀夫監督） - 岬の父 役[6]
- ビリーバーズ（2022年7月8日、城定秀夫監督） - 長官 役
- きのう生まれたわけじゃない（2023年11月11日、福間健二監督）[7]
- 痴人の愛 リバース（2024年5月24日、、宝来忠昭監督）[8]
- つゆのあとさき（2024年6月22日、山嵜晋平監督） - 矢田 役[9]